# Jan Svanlund
Jan Erik Svanlund, född 25 december 1941, död 26 mars 2011 i Oscars församling i Stockholm, var en svensk sportjournalist. Han arbetade på SVT från 1966 och hans specialområden var motor- och hästsport. Bland annat kommenterade han i direktsändning kraschen på Monzabanan 1978 där Ronnie Peterson var inblandad. 
Svanlund gick i pension 2006 men fortsatte att kommentera hästhoppning för SVT. Han avled 2011 efter en kortare tids sjukdom och begravdes den 18 april 2011 i Skeppsholmskyrkan i Stockholm samt gravsattes i minneslunden på Galärvarvskyrkogården.